# Dehesa de la Villa
La Dehesa de la Villa es un espacio natural público situado al noroeste de la ciudad de Madrid (España), concretamente en el barrio de Ciudad Universitaria del distrito de Moncloa-Aravaca. Su principal característica es que mantiene su carácter forestal, estando en su mayor parte sin ajardinar. Ocupa una superficie de 64 hectáreas, tras haber sido su extensión mucho mayor en el pasado. El ilustrativo "de la Villa" se debe a la condición de "Villa y Corte" que ostenta la ciudad de Madrid.
El 11 de diciembre de 2024, La Comunidad de Madrid declaró la Dehesa de la Villa Bien de interés cultural (BIC), en la categoría de Paisaje Cultural, por ser el único espacio forestal dentro de la almendra central de la capital que ofrece un relato del nacimiento y evolución de la ciudad a lo largo de casi nueve siglos de historia.

## Historia
En el año 1152, el rey Alfonso VII de León fue el primero en registrar estos terrenos como pertenecientes a la Villa de Madrid. En esta dehesa el árbol más común era la encina y tenía abundante caza. Su extensión era de unas mil hectáreas formando parte del bosque comunal de la Comunidad de Villa y Tierra de Madrid.  Unos años después aparece dentro de los territorios                                                                                                                                                                                                                                                                            de la Dehesa y Eras de Amaniel, nombradas así por su guarda mayor, Lope de Amaniel, documentado como ballestero de Enrique II de Castilla.
En 1457 aparece por primera vez en un acta del concejo como superficie acotada y como pastadero, en 1485 se le da el uso de dehesa carnicera para abastecer a la villa de Madrid. Cincuenta años después se destinaron 1570 fanegas para labranza. En 1608 se parceló y arrendó gran parte de la dehesa para pagar el traslado de la Corte a Madrid y la construcción del Palacio Real.

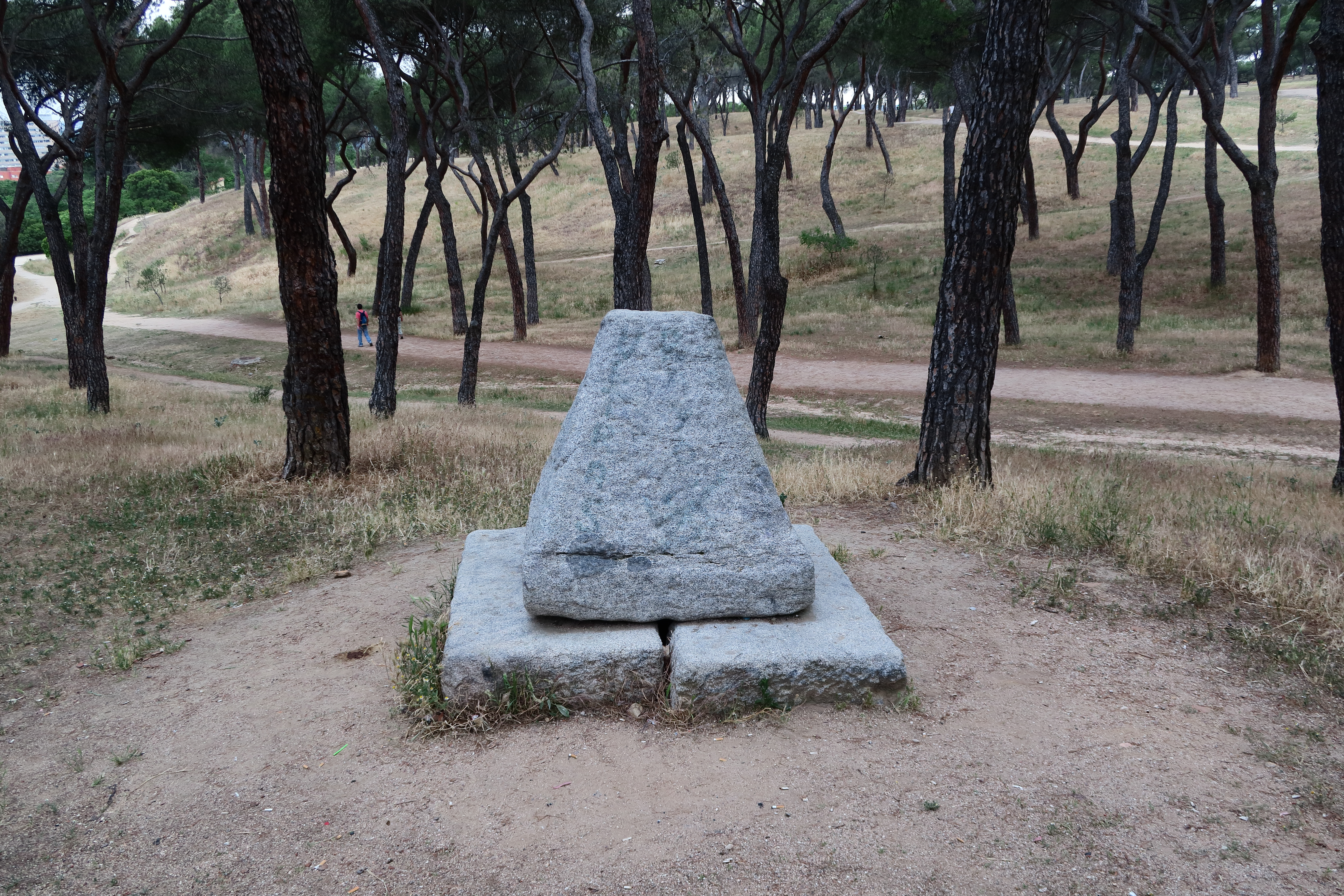
Capirote de granito. Viaje del agua de Amaniel

Bajo el reinado de Felipe III, entre 1614 y 1616, se construyeron en la Dehesa parte de las galerías del viaje de agua de Amaniel o de Palacio, que abastecía de agua al Alcázar y posteriormente al Palacio Real. Estas galerías todavía existen, pudiéndose ver los capirotes de piedra que indican el recorrido subterráneo del agua. Este sistema de conducción del agua no se dejará de utilizar hasta la puesta en marcha del Canal de Isabel II, ya en el siglo XIX.
En el siglo XVIII Fernando VI vendió 327 fanegas para establecer una zona de seguridad alrededor del coto de caza del Real Sitio de El Pardo, con lo que la extensión total se redujo a 698 fanegas. Su sucesor el rey Carlos III arregló varios caminos, entre ellos la Vereda de Carabineros, actual calle de Francos Rodríguez, que comunicaba los palacios del Buen Retiro y de El Pardo. De nuevo, Carlos IV tomó otras 418 fanegas para incorporarlas al Real Sitio de la Florida. Al perder sus mejores terrenos de pasto, se vio seriamente perjudicado el uso de la Dehesa como zona de pastoreo para el ganado de abasto de la Villa.

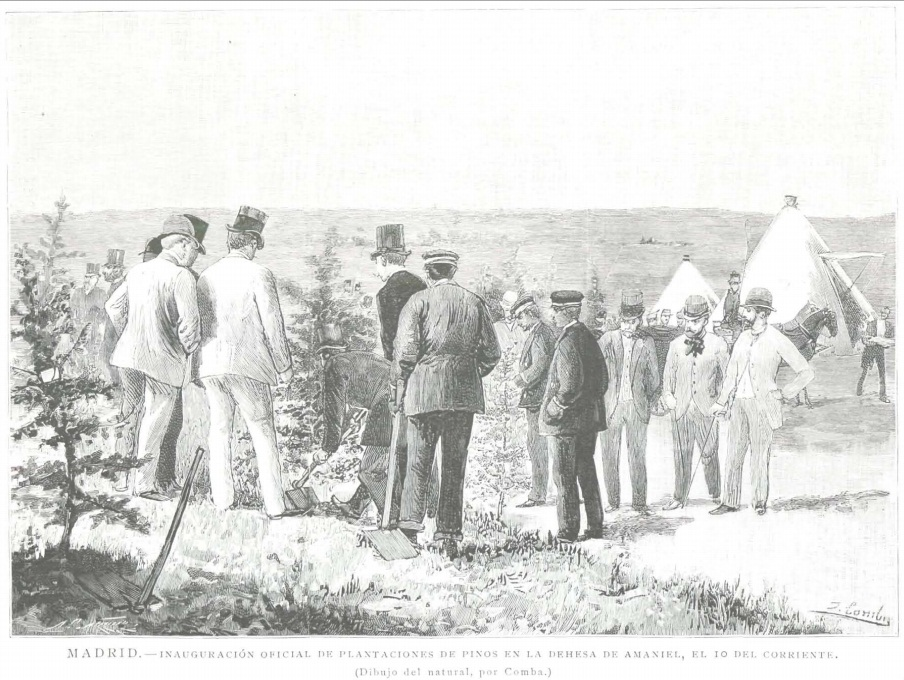
Plantaciones de pinos en la Dehesa de Amaniel en 1890 (La Ilustración Española y Americana, dibujo al natural de Juan Comba, grabado de Arturo Carretero).

En 1860 el Ejército de África preparado para defender las colonias españoles en Marruecos, acampó durante dos días en los terrenos de La Dehesa. 
Bajo el reinado de Isabel II,siendo ministro de Fomento Bravo Murillo y ante la necesidad de proveer a Madrid de agua, se lleva a cabo la obra del Canal de Isabel II. El tramo de la Acequia del Norte (o del Oeste) del Canal regó parte de la Dehesa a partir de 1868, siguiendo el proyecto diseñado en 1863 por Juan de Ribera Piferrer para el aprovechamiento del agua sobrante con el riego de huertos, jardines ciudadanos y otras industrias del extrarradio madrileño, obra que en su conjunto fue popularmente conocida como El Canalillo.
Durante esta época se vendió una parcela a la Beneficencia Pública para construir un manicomio modelo que nunca llegó a levantarse pero el terreno no se recuperó.  
El arrendamiento como tierra de labor iba contribuyendo a la deforestación de la dehesa y se empiezan a sembrar pinos para retener el suelo. Los sucesivos proyectos de plantaciones de encinas, nogales y castaños propuestos durante la primera parte del siglo XIX no llegaron a realizarse porque el crecimiento de algunos de estos árboles requería de al menos 5 años, en los que no se permitiría el paso del ganado. Hasta que en 1883, siendo alcalde el Marqués de Urquijo el Ayuntamiento promueve la creación de bosques en los alrededores de la capital para favorecer las condiciones higiénicas de la población y servir de zonas de esparcimiento para el vecindario, dando lugar a la campaña de 1890 en la que se plantaron 10.000 árboles en su mayoría pinos piñoneros y carrascos. 
En 1901 el Estado entregó la Dehesa de la Villa al Ayuntamiento de Madrid para esparcimiento público. A día de hoy sigue el usufructo en poder del Ayuntamiento.

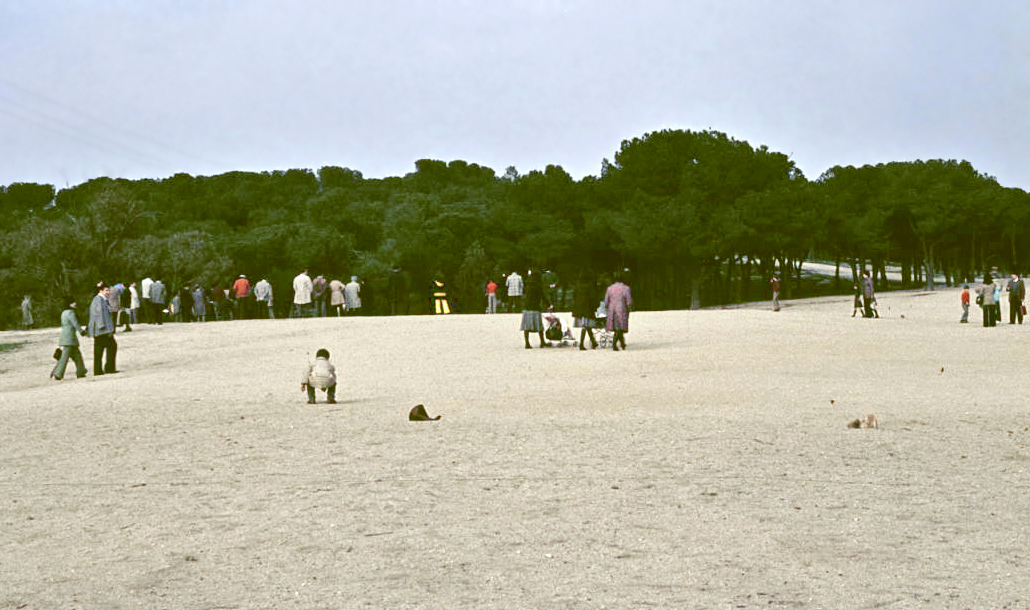
Dehesa de la Villa en 1975

En 1929 se levantó la Ciudad Universitaria de la Universidad Central, que ocupó 320 hectáreas de la antigua Dehesa, reduciendo de nuevo su extensión.  
Desde principios del siglo XX fue lugar de esparcimiento y diversión para el vecindario pero adquirió mayor popularidad cuando empezaron a celebrarse allí las fiestas del 1.º de Mayo. A partir de 1931, cuando el ministro de trabajo de la segunda república Largo Caballero oficialice la fecha del Primero de mayo como Día de los Trabajadores la Dehesa compartirá las celebraciones con la Casa de Campo.   

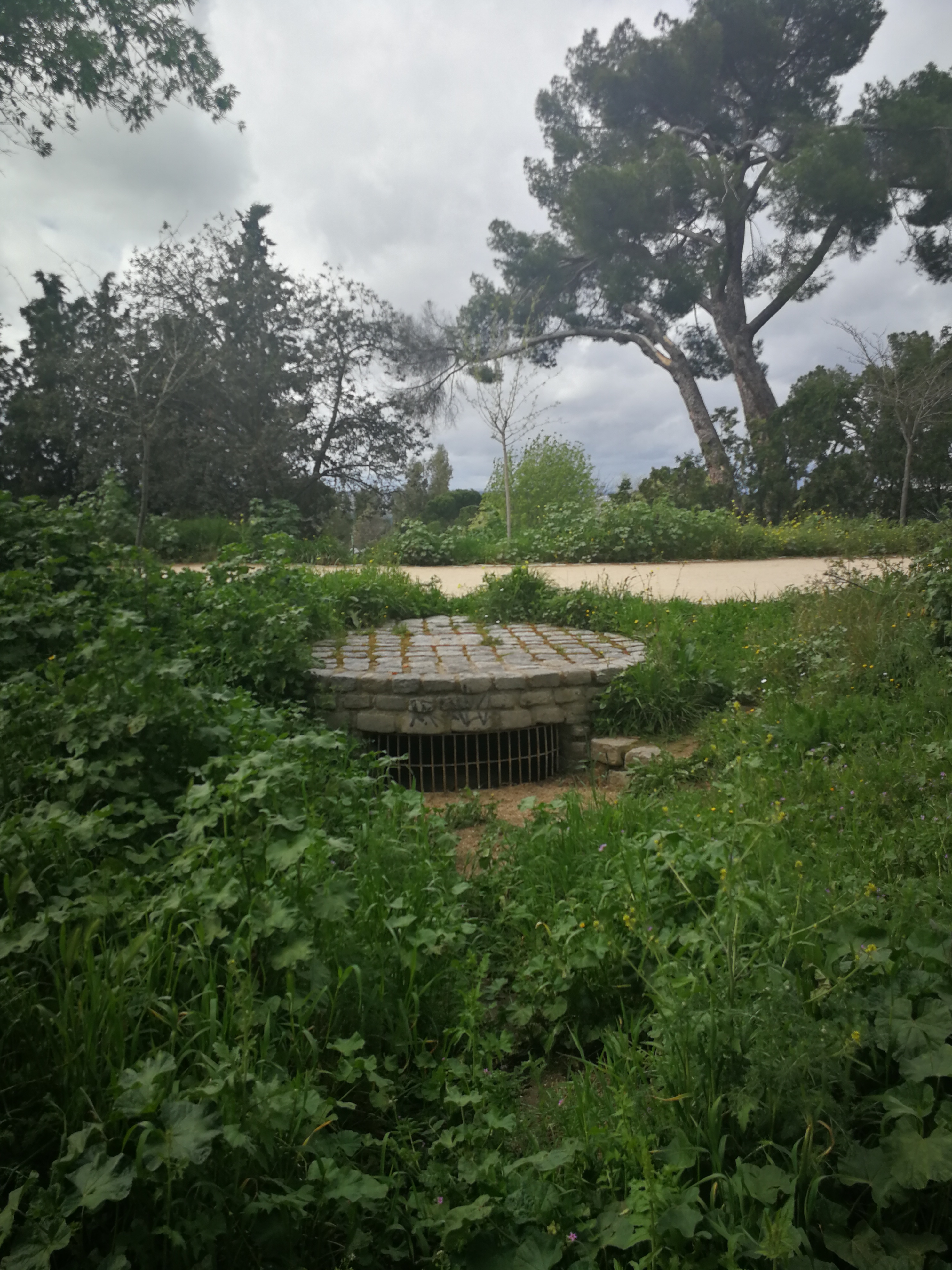
Entrada, hoy clausurada a uno de los búnkeres utilizados durante la guerra civil

Por su situación estratégica durante la Guerra Civil se convirtió en una línea de defensa de la ciudad y en sus terrenos se desarrollaron fuertes combates. Durante la contienda parte del Ejército republicano se atrinchero entre sus pinos, se construyeron túneles y búnkeres y se vigilaba el acceso a la ciudad del bando sublevado. Junto a la cercana Casa de campo y anexa a la Ciudad Universitaria, la dehesa fue testigo de las más  duras batallas por la conquista de la capital en la batalla de Madrid. A día de hoy se pueden ver los restos de las trincheras y de los búnkeres. El CEIA Centro de Información y educación ambiental Dehesa de la Villa organiza visitas guiadas recorriendo las huellas que dejó la contienda en estos terrenos.

## Edificios emblemáticos de su entorno

### Colegio de Huérfanos de ferroviarios
La construcción data de 1922 pero fue inaugurado por Alfonso XII en 1930. Edificado en terrenos pertenecientes a la Dehesa está diseñado por Francisco Alonso Martos y financiado por la Asociación General de empleados y obreros de los ferrocarriles de España. Atendía a los huérfanos de los trabajadores del ferrocarril tanto antes de la guerra civil y sobre todo después de la guerra civil en el que el número de huérfanos aumento considerablemente. Es una obra de gran envergadura en forma de hache, con un capacidad para 250 alumnas y 250 alumnos. Para ser admitido el padre debía haber pagado a la Asociación una cuota en vida. En la actualidad forma parte del campus de la universidad Antonio de Nebrija.

### Instituto Virgen de la Paloma
Artículo principal: Instituto Virgen de la Paloma:
El inicio de su construcción data del año 1901. En 1910 es inaugurado como centro educativo, actividad que salvo durante la guerra civil española y posterior reconstrucción ha seguido desarrollando hasta nuestros días. 

### Escuelas Bosque
Proyectada en 1914 como escuela al aire libre se construyen 6 pabellones con capacidad para 216 alumnos. En principio como apoyo al colegio-asilo de La Paloma para albergar a los párvulos de 4 a 6 años. El Ayuntamiento costeaba la comida y la merienda, así como ropa y calzado. En los años 70 es demolido y sustituido por uno nuevo. En la actualidad solo se conserva uno de los 6 pabellones originales que se utiliza como centro cultural. El resto sigue dedicado a la enseñanza como colegio público de infantil y primaria. 

### Instituto Médico Fabiola de Mora y Aragón.
En 1960 se inaugura este edificio como hospital para la atención de urgencias respiratorias, se le pone el nombre de la esposa del rey Balduino de Bélgica, la española Fabiola de Mora y Aragón. En la actualidad se utiliza como Centro de Prevención de riesgos laborales de los trabajadores municipales y como cantón de jardinería.

## Naturaleza

### Geomorfología
El terreno de La dehesa es irregular, compuesto de una serie de cuestas y laderas arenosas formadas por el arrastre desde la sierra. El suelo está sometido a una fuerte erosión, es frecuente encontrar regueros y acarcavamientos sobre todo en las zonas de poca vegetación. En tiempos pasados estaba surcada por varios arroyos que ya no existen debido al cambio climático y al gasto de agua, pero que han dado nombre a numerosas calles.

### Flora

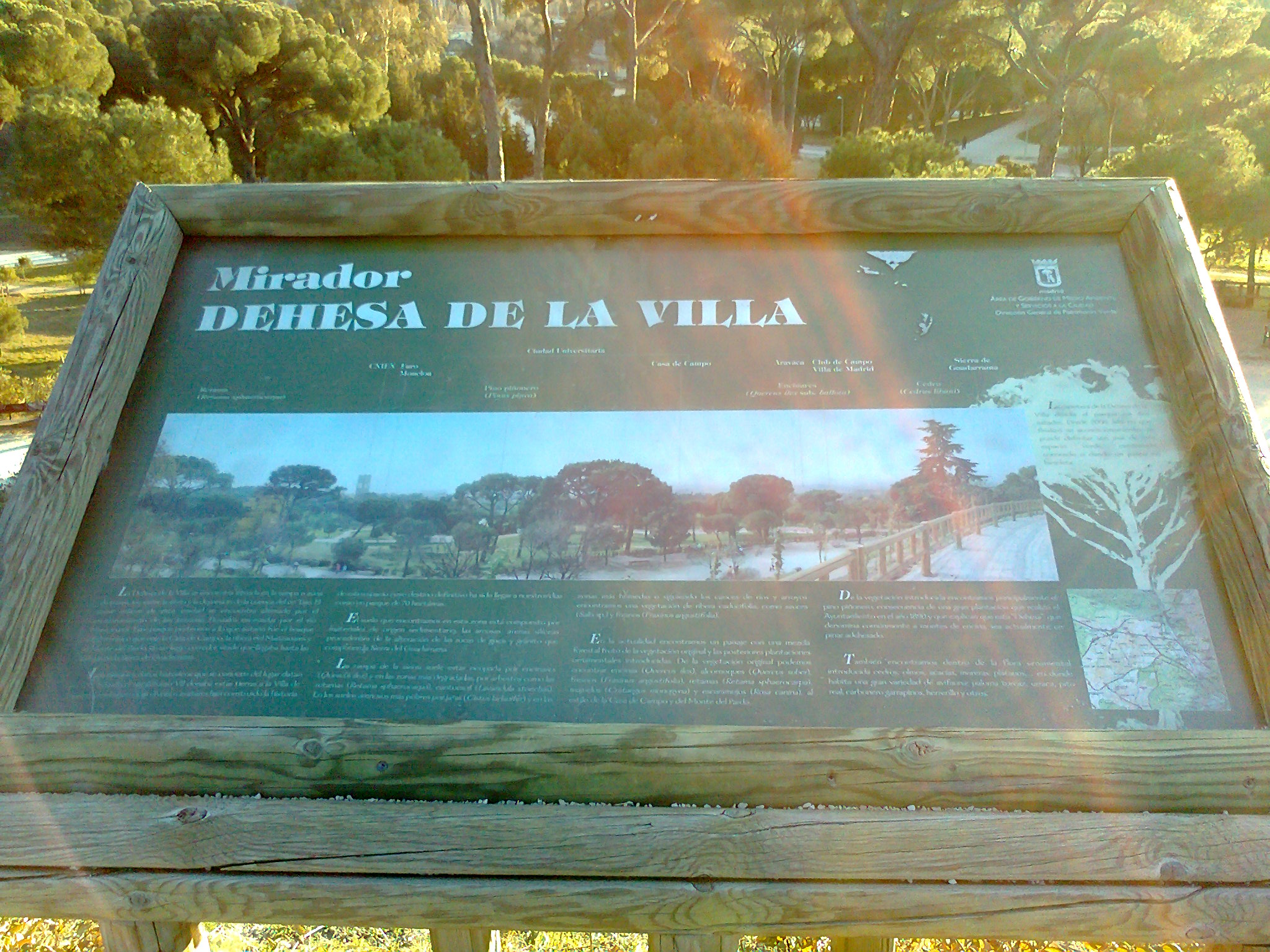
Letrero de interpretación del paisaje

A lo largo de su historia, la Dehesa de la Villa ha ido sufriendo una reducción de las encinas originales y un aumento considerable de pinos, principalmente piñoneros y carrascos, actualmente el árbol más común de la Dehesa de la Villa. Desde la gran nevada Filomena de 2021 que destruyó multitud de pinos se intenta repoblar el bosque con encinas, el árbol autóctono por excelencia y más resistente a los cambios climáticos. Además de la ya citada encina, se halla otro árbol superviviente del bosque mediterráneo, el alcornoque. También hay almendros, sobre todo amargos, y acacias cerca de la calle Francos Rodríguez.
En las vaguadas húmedas aparecen chopos, sauces, fresnos y olmos, estos últimos muy agredidos por la grafiosis. En las zonas ajardinadas se encuentran múltiples cipreses junto a mimosas, eucaliptos, cedros, laureles y ciruelos de Pissard. En los bordes de las carreteras es común el ailanto.
En el sustrato arbustivo encontramos jaras, retamas, romero y zarzamoras, entre otras.

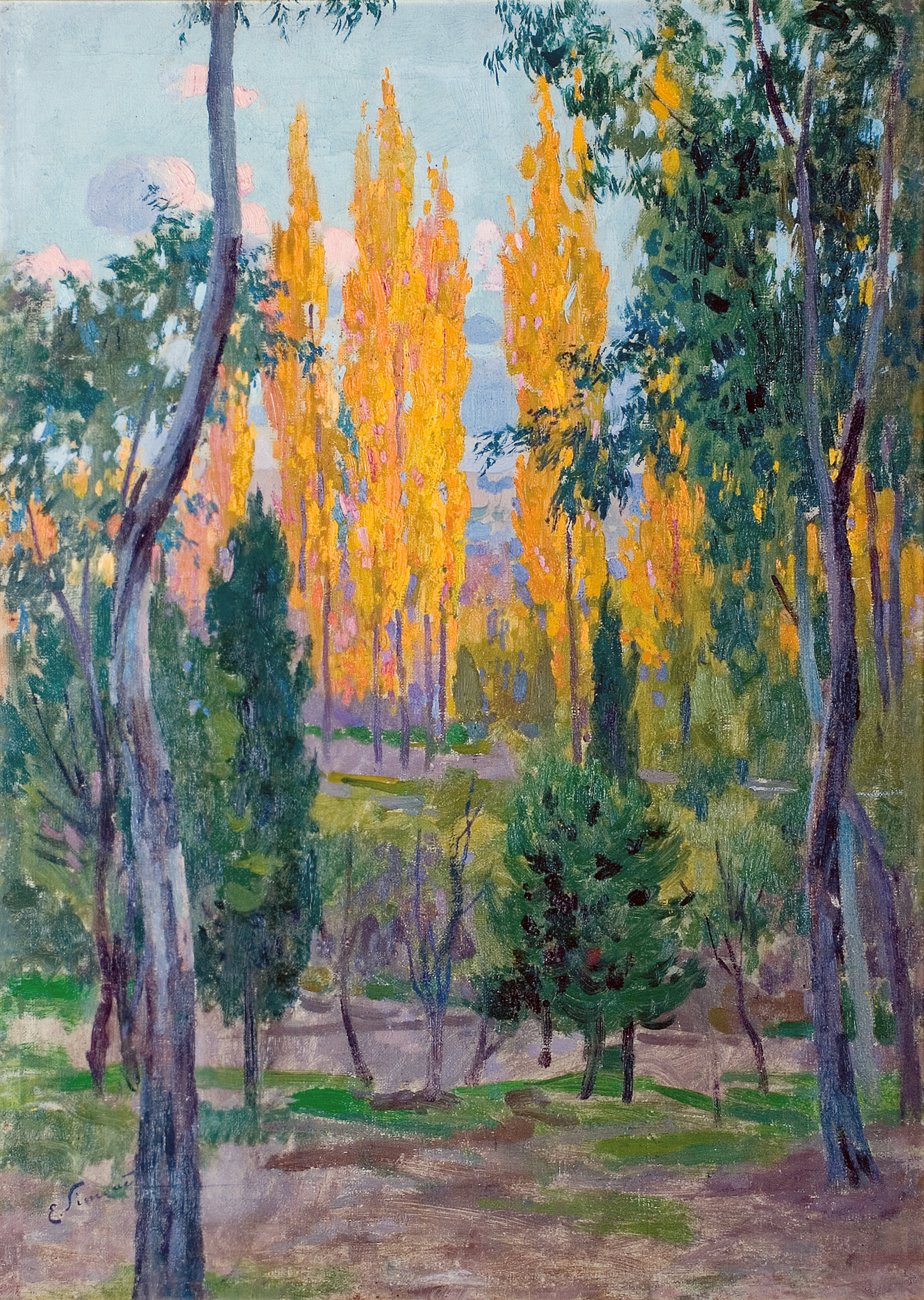
Otoño en la Dehesa (1918) de Enrique Simonet

### Fauna
Además de la ardilla roja, el mamífero más fácil de observar entre las copas de los pinos o trepando por sus troncos, se han avistado en la Dehesa más de 70 especies de aves. Entre las consideradas sedentarias que se pueden ver todo el año: 
| - Gorrión común - Pinzón común - Verdecillo - Urraca - Carbonero común - Paloma bravía - Paloma torcaz - Estornino negro - Herrerillo común | - Mirlo común - Curruca capirotada - Jilguero - Agateador común - Carbonero garrapinos - Pito real - Petirrojo - Autillo |

## Galería

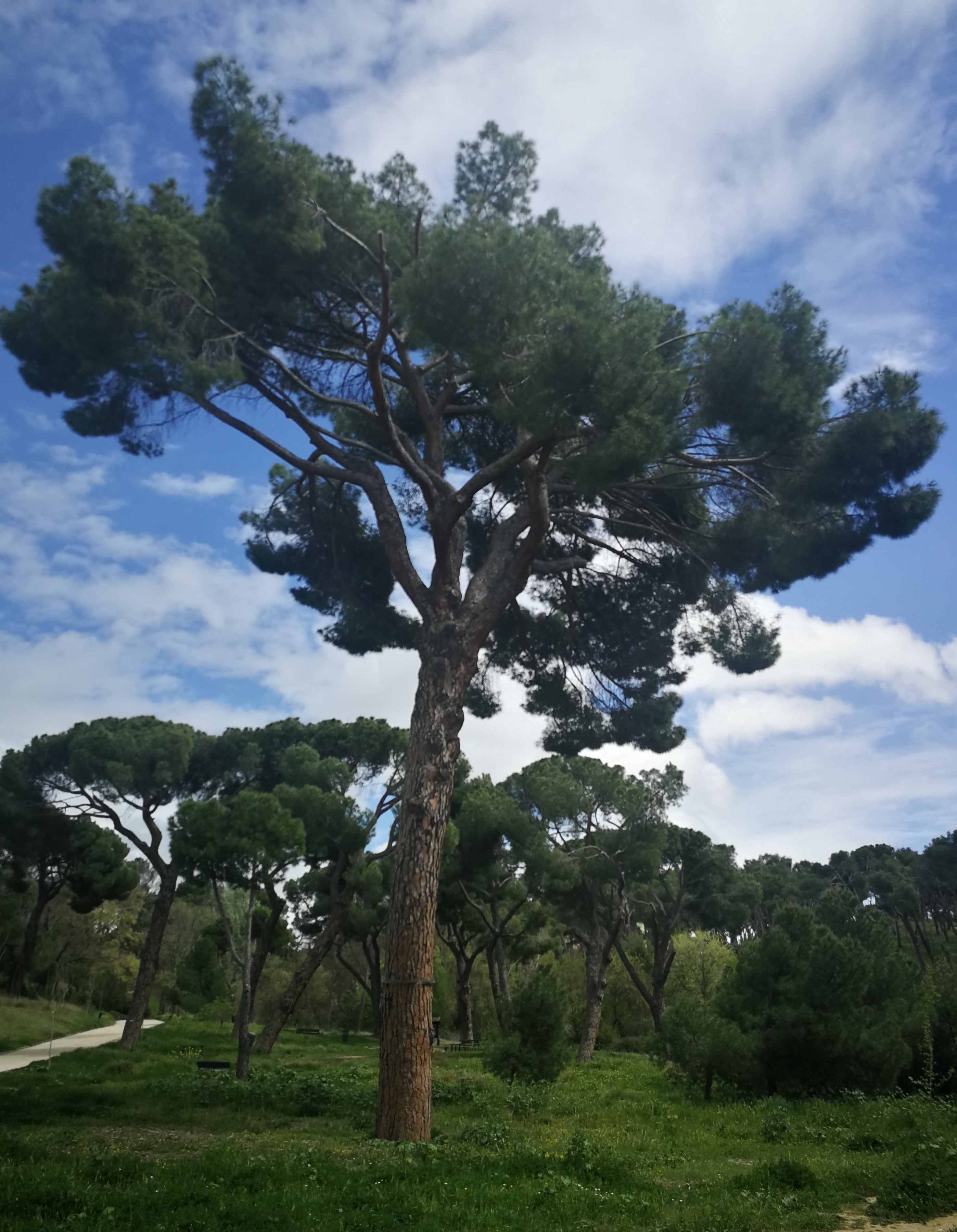
Pino rey
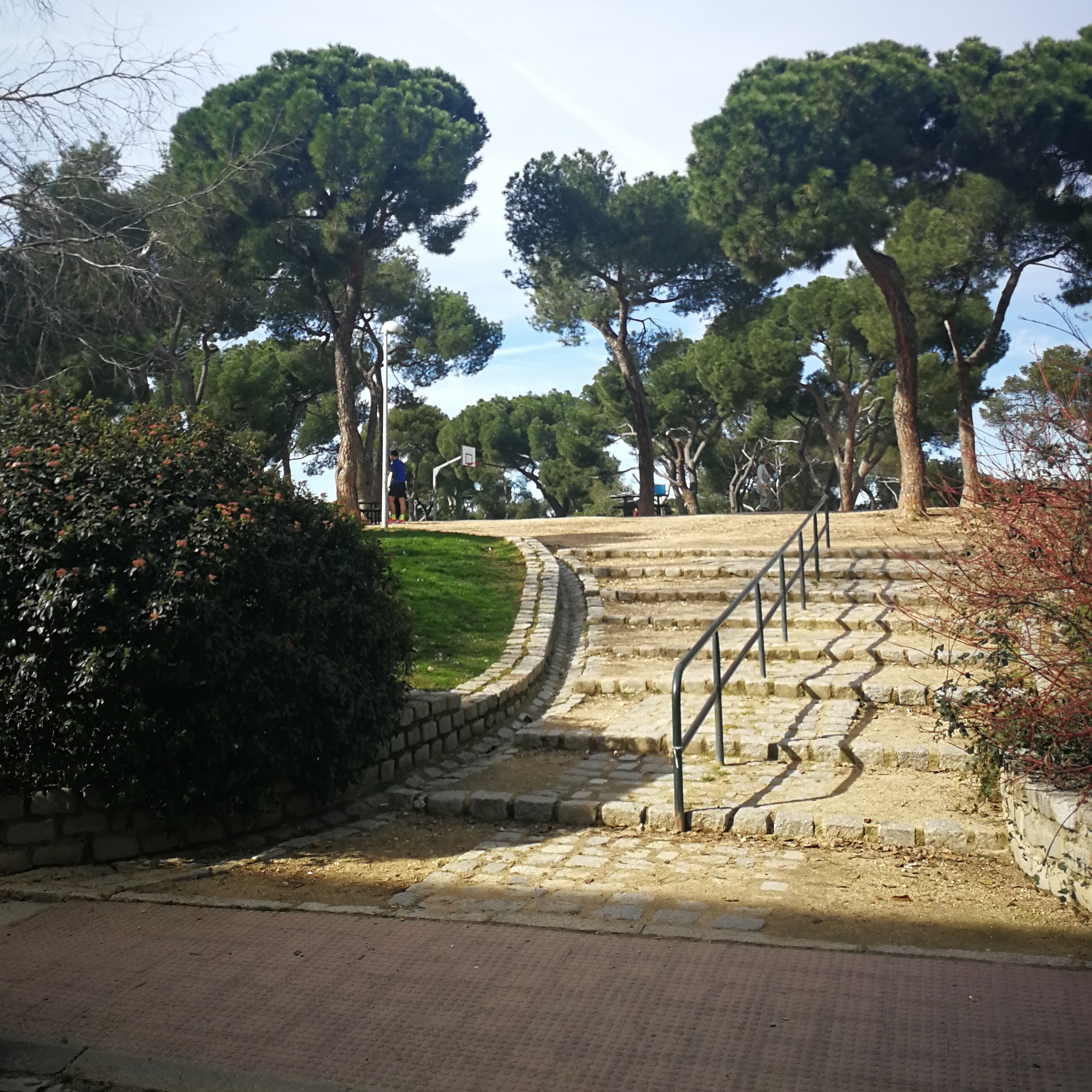
Acceso por la calle Pirineos
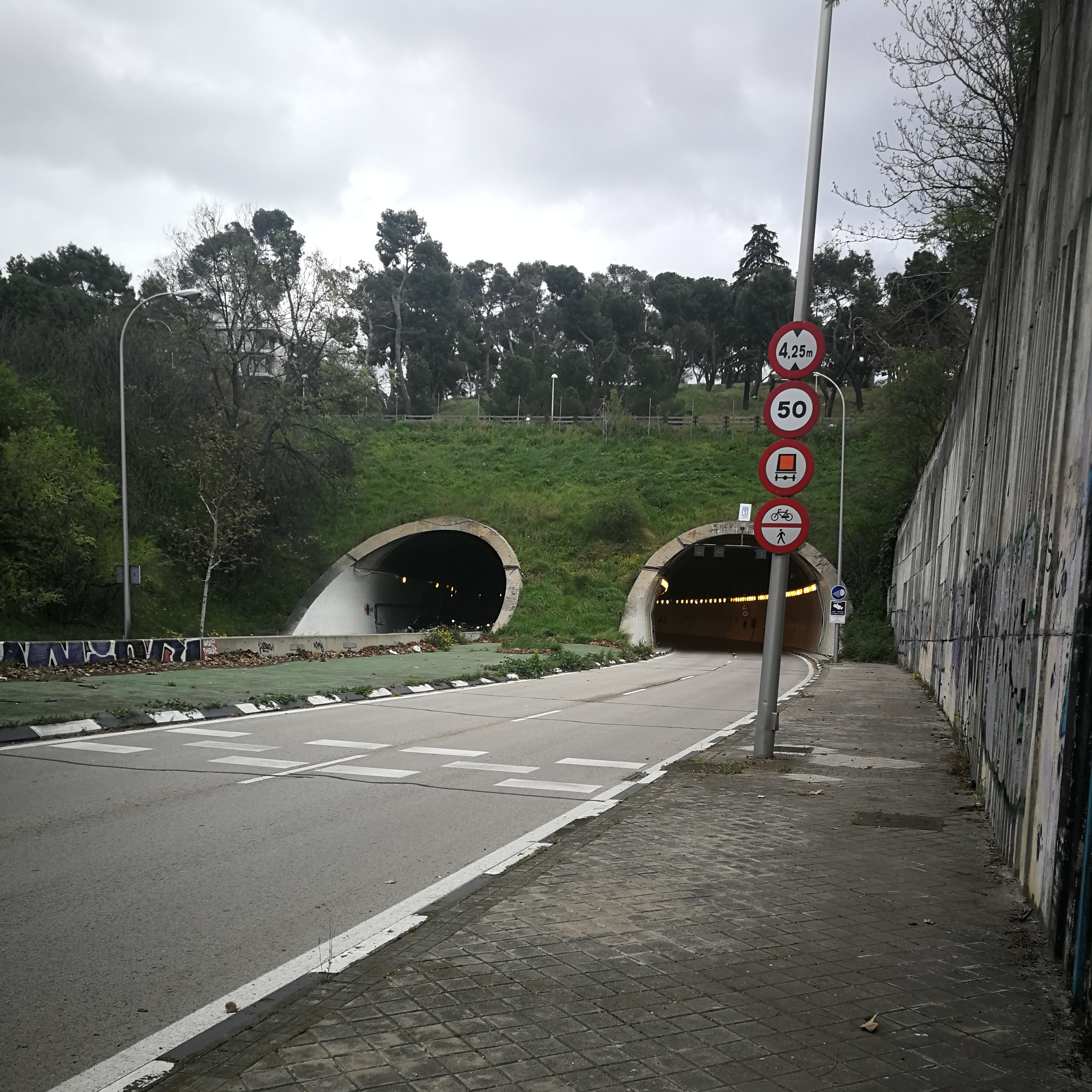
Túneles de Sinesio Delgado a su paso por la Dehesa de la Villa
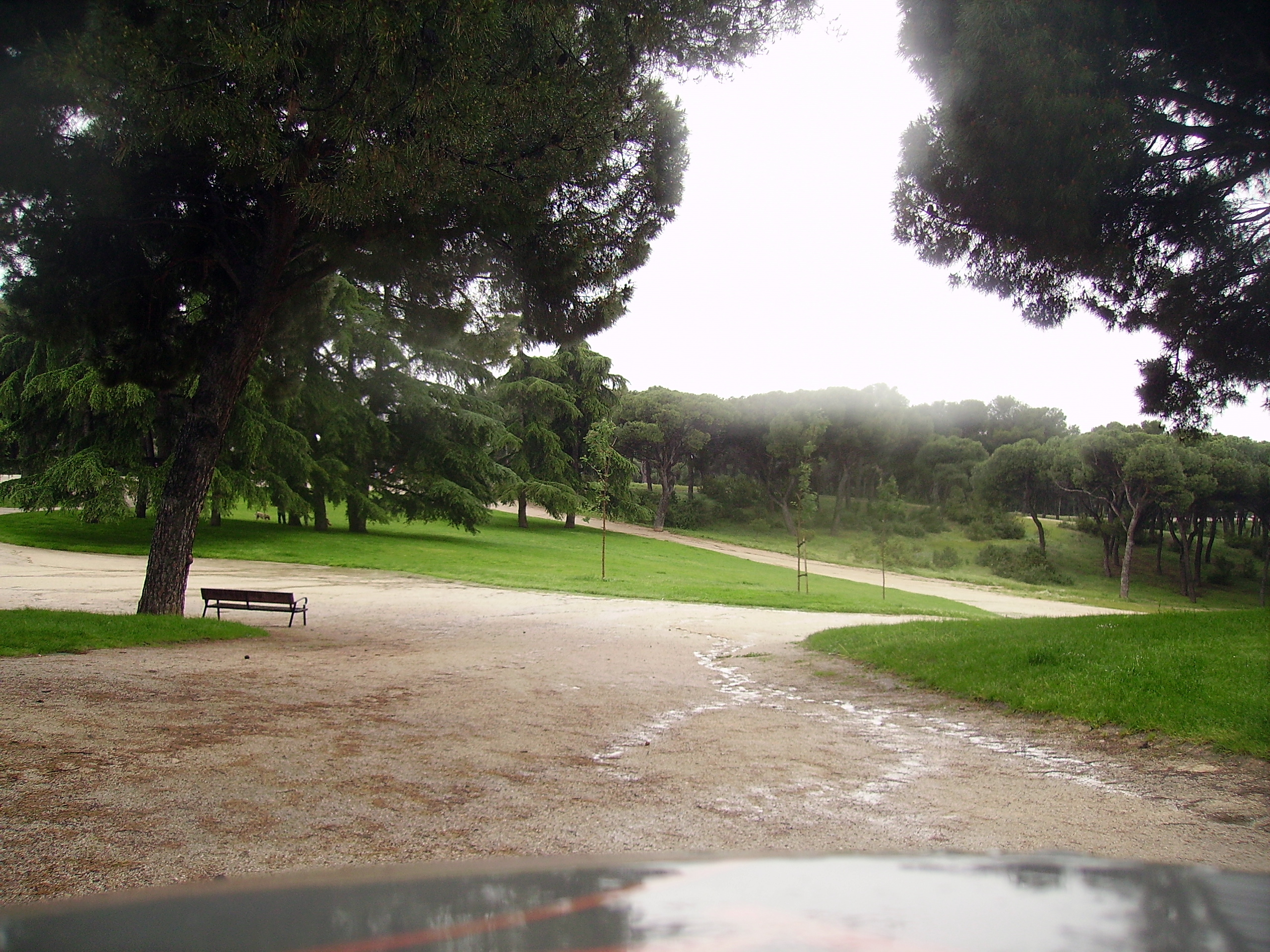
Panorámica de la Dehesa de la Villa
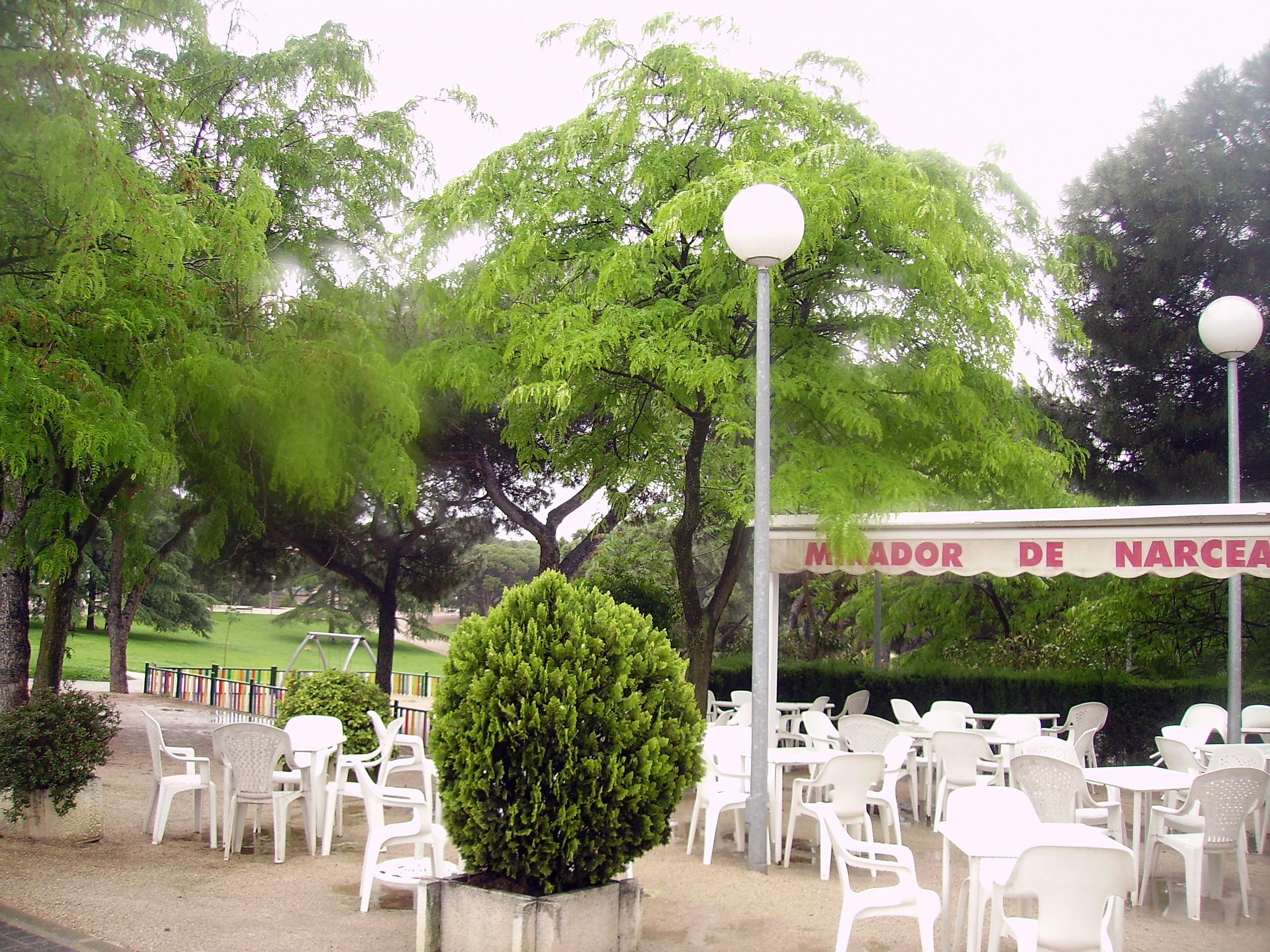
Restaurante ubicado dentro de la Dehesa de la Villa

## Usos de la Dehesa de la Villa
Dentro de sus lindes, en la calle de Francos Rodríguez, encontramos el Centro de Información y Educación Ambiental Dehesa de la Villa  en el que se organizan diversas actividades: eventos, charlas, talleres, exposiciones, itinerarios guiados … Todas estas actividades se vienen desarrollando de forma gratuita y van dirigidas a cualquier ciudadano interesado por el medio ambiente.
Otra de las actividades más practicadas es el senderismo con la ruta de gran recorrido GR-124, antigua Senda Real que comunicaba los pueblos de la sierra con el Palacio Real.
Es bastante común la celebración de fiestas y eventos por grupos de ciudadanos en cualquier rincón además del servicio que ofrecen sus instalaciones hosteleras en la linde con la calle Francos Rodríguez. 
Paseos en bici o a pie ofrecen los numerosos caminos que se entrecruzan por la dehesa. Se practica igualmente la marcha nórdica en grupos organizados o espontáneos.

## Actualidad
En varias ocasiones el vecindario ha tenido que organizarse para proteger este espacio de la especulación y el desarrollo urbanístico. Ya en 1924 se intentó cercar, se quería regular el acceso a los vecinos, en una iniciativa del jardinero mayor de la Villa, Cecilio Rodríguez.No se consiguió gracias a las protestas populares. 
En 1996 se intenta llevar a cabo la construcción de una autovía que atravesaría la Dehesa de lado a lado, pero gracias a las movilizaciones y diversas actividades organizadas por la Coordinadora Salvemos La Dehesa de la Villa se logró parar el proyecto, así como el soterramiento de la calle Sinesio Delgado. En 2004 la antigua carretera que atravesaba la Dehesa de la Villa se cierra al tráfico sustituyendo el asfalto por un paseo arbolado para bicicletas y peatones.
Por fin en marzo de 2019, dentro del Plan de Infraestructura Verde y Biodiversidad del Ayuntamiento de Madrid  se crea un plan específico para la Dehesa de la Villa, con un presupuesto y una serie de directrices para la conservación de su legado histórico, social y natural.
El 11 de diciembre de 2024, La Comunidad de Madrid declaró la Dehesa de la Villa Bien de interés cultural (BIC), en la categoría de Paisaje Cultural, por ser el único espacio forestal dentro de la almendra central de la capital que ofrece un relato del nacimiento y evolución de la ciudad a lo largo de casi nueve siglos de historia.

## La Dehesa en la literatura
Es uno de los escenarios principales en los que transcurre la novela de Luisa Ferro El Círculo del Alba, ambientada en el Madrid de 1903.  En ella el Cerro de los Locos se denomina Cerro de las Balas y el viaje de Amaniel, que tiene su punto de partida en la Dehesa, es descrito así en las últimas páginas de la novela:
Nada más atravesarla [rendija en el muro] se quedó detenido en el umbral escrutando la oscuridad de aquel inmenso pasadizo. Elevó el fanal hacia las sombras y vio que al fondo se percibían varias entradas más. Le parecían las antiguas conducciones subterráneas que trasnportaban el agua hasta Madrid. Un caño de cemento atravesaba el suelo de las minas. Las paredes y el techo, abandonados estaban revestidos de ladrillos. (El Círculo del Alba, 2016: 557).